# Maschberg
Der Maschberg ist ein 190,7 m ü. NHN hoher Berg im Wiehengebirge und im Grenzgebiet von Rödinghausen und Preußisch Oldendorf. Der Maschberg ist der höchste Berg des Rödinghauser Ortsteils Schwenningdorf.

## Lage
Der Maschberg hat wie fast alle Berge im Wiehengebirge einen langgestreckten Kammgipfel (Egge) und ist von den westlich anschließenden Gipfeln nur durch Dören getrennt. Daher wird der Berg nur bedingt als markanter Gipfel wahrgenommen. Nach Westen steigt das Wiehengebirge weiter zum Nonnenstein hin an. Nach Osten fällt das Gebirge zum Durchbruchstal der Großen Aue hin bis auf eine Höhe von 80 m ü. NHN ab. Südwestlich des Gipfels entspringt der Wehmerhorster Bach.
Der Name Maschberg deutet auf den Börninghauser Ort Masch (auch Mesch) hin, der nordöstlich des Berges im Eggetal liegt.

## Tourismus
Über den Berg verlaufen der Wittekindsweg, ein Abschnitt des europäischen Fernwanderwegs E11, und der Limberg-Nonnenstein-Weg. Nördlich des Gipfels verläuft der Eggetaler Panorama Rundwanderweg. Auf dem Gipfel steht eine Schutzhütte.